# Ivy League (pallavolo)
La Ivy League è una delle 32 conference di pallavolo femminile affiliate alla NCAA Division I, la squadra vincitrice accede di diritto al torneo NCAA.

## Membri

| Squadra      | Sede       | Stato         | Fondazione | Soprannome | Affiliazione |
| ------------ | ---------- | ------------- | ---------- | ---------- | ------------ |
| Brown        | Providence | Rhode Island  | 1977       | Bears      | 1977         |
| Columbia     | New York   | New York      | 1983       | Lions      | 1983         |
| Cornell      | Ithaca     | New York      | 1972       | Big Red    | 1977         |
| Dartmouth    | Hanover    | New Hampshire | 1989       | Big Green  | 1981         |
| Harvard      | Cambridge  | Massachusetts | 1981       | Crimson    | 1977         |
| Princeton    | Princeton  | New Jersey    | 1977       | Tigers     | 1977         |
| Pennsylvania | Filadelfia | Pennsylvania  | 1974       | Quakers    | 1977         |
| Yale         | New Haven  | Connecticut   | 1977       | Bulldogs   | 1977         |

### Ex membri
| College         | Ingresso | Uscita |
| --------------- | -------- | ------ |
| Barnard College | 1977     | 1982   |

## Arene
| Squadre      | Arene                   | Capacità |
| ------------ | ----------------------- | -------- |
| Brown        | Pizzitola Sports Center | 2 800    |
| Columbia     | Levien Gymnasium        | 2 500    |
| Cornell      | Newman Arena            | 4 472    |
| Dartmouth    | Leede Arena             | 2 100    |
| Harvard      | Malkin Athletic Center  | 1 000    |
| Pennsylvania | Palestra                | 8 725    |
| Princeton    | Dillon Gymnasium        | 1 500    |
| Yale         | Payne Whitney Gymnasium | 2 532    |

## Albo d'oro
| Anno          | Podio                          | Podio                  | Podio                  |
| Campione      | Seconda                        | Terza                  |                        |
| ------------- | ------------------------------ | ---------------------- | ---------------------- |
| 1977 Dettagli | Pennsylvania                   | Yale                   | Cornell                |
| 1978 Dettagli | Yale                           | Pennsylvania Princeton | -                      |
| 1979 Dettagli | Princeton                      | Pennsylvania           | Barnard College        |
| 1980 Dettagli | Princeton                      | Pennsylvania           | Brown                  |
| 1981 Dettagli | Princeton                      | Cornell                | Pennsylvania           |
| 1982 Dettagli | Princeton                      | Pennsylvania           | -                      |
| 1983 Dettagli | Pennsylvania                   | Princeton              | Cornell                |
| 1984 Dettagli | Princeton                      | Pennsylvania           | Brown                  |
| 1985 Dettagli | Princeton                      | Pennsylvania           | -                      |
| 1986 Dettagli | Pennsylvania                   | Princeton              | -                      |
| 1987 Dettagli | Princeton                      | Pennsylvania           | -                      |
| 1988 Dettagli | Brown                          | Pennsylvania           | -                      |
| 1989 Dettagli | Pennsylvania                   | Harvard                | -                      |
| 1990 Dettagli | Pennsylvania                   | Princeton              | -                      |
| 1991 Dettagli | Cornell                        | Brown                  | -                      |
| 1992 Dettagli | Cornell                        | Pennsylvania           | -                      |
| 1993 Dettagli | Cornell                        | Yale                   | -                      |
| 1994 Dettagli | Princeton                      | Pennsylvania           | -                      |
| 1995 Dettagli | Princeton                      | Harvard                | -                      |
| 1996 Dettagli | Brown                          | Harvard                | -                      |
| 1997 Dettagli | Princeton                      | Dartmouth              | -                      |
| 1998 Dettagli | Brown                          | Princeton              | -                      |
| 1999 Dettagli | Princeton                      | Harvard                | -                      |
| 2000 Dettagli | Princeton                      | Cornell                | -                      |
| 2001 Dettagli | Pennsylvania Brown             | -                      | Cornell Princeton      |
| 2002 Dettagli | Pennsylvania                   | Princeton Harvard      | -                      |
| 2003 Dettagli | Pennsylvania                   | Princeton Cornell      | -                      |
| 2004 Dettagli | Yale Princeton Cornell Harvard | -                      | -                      |
| 2005 Dettagli | Cornell                        | Yale                   | Brown                  |
| 2006 Dettagli | Cornell                        | Princeton Yale         | -                      |
| 2007 Dettagli | Princeton                      | Pennsylvania Yale      | -                      |
| 2008 Dettagli | Yale                           | Princeton              | Pennsylvania Cornell   |
| 2009 Dettagli | Pennsylvania                   | Yale                   | Princeton              |
| 2010 Dettagli | Yale Pennsylvania              | -                      | Columbia Princeton     |
| 2011 Dettagli | Yale                           | Princeton              | Columbia               |
| 2012 Dettagli | Yale                           | Columbia Princeton     | -                      |
| 2013 Dettagli | Yale                           | Harvard                | Princeton Pennsylvania |
| 2014 Dettagli | Harvard Yale                   | -                      | Princeton              |
| 2015 Dettagli | Princeton Harvard              | -                      | Yale Dartmouth         |
| 2016 Dettagli | Princeton                      | Yale                   | Columbia               |
| 2017 Dettagli | Princeton Yale                 | -                      | Harvard Cornell        |
| 2018 Dettagli | Yale                           | Princeton              | Cornell                |
| 2019 Dettagli | Princeton Yale                 | -                      | Cornell                |
| 2020          | Non disputato                  | Non disputato          | Non disputato          |
| 2021 Dettagli | Brown                          | Princeton              | Yale                   |
| 2022 Dettagli | Yale                           | Princeton              | Brown                  |
| 2023 Dettagli | Yale                           | Princeton              | Brown                  |
| 2024 Dettagli | Yale Princeton                 | -                      | Cornell Brown          |

## Palmarès
| Squadre      | Titoli | Stagioni |
| ------------ | ------ | --- |
| Princeton    | 19     | 1979, 1980, 1981, 1982, 1984, 1985, 1987, 1994, 1995, 1997, 1999, 2000, 2004, 2007, 2015, 2016, 2017, 2019, 2024 |
| Yale         | 14     | 1978, 2004, 2008, 2010, 2011, 2012, 2013, 2014, 2017, 2018, 2019, 2022, 2023, 2024                               |
| Pennsylvania | 10     | 1977, 1983, 1986, 1989, 1990, 2001, 2002, 2003, 2009, 2010                                                       |
| Cornell      | 6      | 1991, 1992, 1993, 2004, 2005, 2006                                                                               |
| Brown        | 5      | 1988, 1996, 1998, 2001, 2021                                                                                     |
| Harvard      | 3      | 2004, 2014, 2015                                                                                                 |